# Драконы Перна
Драконы Перна — искусственно выведенные разумные теплокровные существа (ящеры), описанные в цикле «Всадники Перна» Энн Маккефри. В симбиозе с людьми драконы Перна защищают планету от угрозы Падения Нитей, сжигая Нити в небе.

## Происхождение
Драконы были выведены главным генетиком Перна Китти Пинг Янг из огненных ящериц — файров.
«И вот через восемь лет после того, как колонисты высадились на Перне, Алая звезда подошла достаточно близко для того, чтобы высыпать свой груз на планету-сестру. Нити — не обладающие даже зачатками разума прожорливые споры, путешествовавшие вместе с Алой звездой через вакуум космоса, поедали все органические вещества, к которым им удавалось прикоснуться: пластмассы, древесину, живую плоть. Первое Падение, которому подверглась ничего не подозревающая колония, повлекло за собой катастрофические потери.
Эта свалившаяся нежданно-негаданно новая опасность заставила Китти Пинг, Цветок Ветра и едва ли не всех остальных биологов Перна отложить работы по приспособлению к условиям Перна земных форм жизни и сосредоточиться на создании защиты от Нитей.
Взяв в качестве основы аборигенный вид — летающих огненных ящериц, длиной от носа до кончика хвоста не больше человеческой руки, Китти Пинг создала огромных летающих огнедышащих драконов, способных носить на себе человека и телепатически связанных с всадниками. Эти пары — всадник-дракон — должны были с помощью извергаемого драконами пламени сражаться против Нитей. Именно таким образом было спасено человеческое население Перна.»
(Кровь драконов)

## Жизненный цикл
Драконы рождаются из яиц, которые откладывают золотые королевы. При рождении каждый дракон обязан установить телепатическую связь (Запечатление) с человеком, который в дальнейшем станет его всадником, партнёром и другом на всю оставшуюся жизнь. Если Запечатления не произошло, новорождённый дракончик умирает. Разорвать телепатическую связь может только смерть всадника или его дракона.
Возраст кандидатов для обычных драконов — от десяти до двадцати лет (оптимальный — около восемнадцати). Всадник постарше сможет лучше сдерживать поведение и юного дракона, и себя самого. Возраст будущих всадниц для золотых королев — от пятнадцати до двадцати пяти лет (оптимальный — около двадцати). Драконы достигают зрелости за два-три года, а стареют почти одновременно со своими всадниками.
Если всадник умирает, его дракон в ту же минуту навсегда уходит в Промежуток. Задержаться в этом мире может только королева, ожидающая рождения своих детей. Для человека гибель его дракона является сильнейшим эмоциональным стрессом, способным довести до сумашедствия. Но даже если человек сохранит свой разум, его дальнейшая жизнь превращается в пытку постоянным чувством одиночества.

## Биология
Драконы Перна являются одним из наиболее ярких примеров видообразования на планете; как и у остальных видов, у них генетическую информацию несёт тройная спираль ДНК.
Драконы при их огромных размерах (до 45 м) летают посредством телепортации, а также способны использовать телепортацию для дальних перемещений в пространстве и времени. Огонь перинитских драконов образуется биохимически во втором желудке дракона из размельчённого минерала, содержащего фосфин.

### Виды драконов
| Цвет дракона (пол)       | Роль драконов |
| ------------------------ | --- |
| Золотая Королева (самка) | Воспроизводят потомство, самые крупные из драконов, принимают участие в боях против Нитей, но не выдыхая пламени, поэтому их всадницы сражаются с помощью огнеметов. Во время сражения они парят ниже других крыльев, и уничтожают Нити, пропущенные драконами сражающимися выше них. Старшая королева является старшим драконом Вейра и ответственна за всех драконов. |
| Бронзовый (самец)        | Самые крупные и сильные самцы драконов, выносливы и очень полезны в борьбе с Нитями, сжигают скопления Нитей высоко в небе, способны, не уставая бороться во время всего Падения, поднимаются в брачный полет с королевами, реже с зелёными самками, всадник, дракон которого догоняет королеву, становится Предводителем Вейра, он ведёт в бой Крылья.                 |
| Коричневый (самец)       | Быстрые, мужественны во время Падений, почти как бронзовые, по размеру чуть уступают бронзовым сородичам, более умны, чем голубые и зеленые. Коричневые могут подниматься в брачный полет как с королевой, так и с зелёной самкой. |
| Голубой (самец)          | Самые быстрые и проворные в бою с Нитями, благодаря их маленькому размеру, но не очень выносливы и участвуют лишь в половине Падения, очень часто в поиске самые чувствительные в поисках претендентов на Запечетление. |
| Зелёная (самка)          | Из-за того, что сжигают Нити, выдыхая фосфин, становятся бесплодными, самые маленькие и ловкие из всех драконов, во время Запечатления Зелёная может выбрать в качестве всадника как женщину, так и мужчину. |
| Белый (самец)            | Существует единственный известный представитель — Рут, меньше по размеру зелёных самок, но он не испытывает сексуального влечения, единственный дракон, понимающий файров. |

«Китти запрограммировала первое поколение на самых крупных самцов и доминантных самок. Но в генах хранится информация о всех без исключения цветах. Зеленые — самые маленькие и юркие, голубые — уже бойцы повыносливее, коричневые — ещё сильнее и выносливее, хотя и не такие подвижные. Не забывай, во время Падения им предстоит проводить в воздухе по пять-шесть часов за раз! Бронзовые — лидеры, а золотые — матери рода. Китти Пинг старалась сохранить созданное природой распределение обязанностей. Так, во всяком случае, следует из её программы».
(Заря драконов)

## Психология
Драконы — очень миролюбивые существа, чуткие и понимающие друзья для своих всадников, и сражение дракон против дракона для них просто немыслимо (за исключением схватки двух королев в брачном полете).

## Выдающиеся всадники и их драконы
- Сорка и Фарант
- Шон и Каренат
- М’халл и Бриант
- Лесса и Рамота
- Ф’лар и Мнемент
- Морита и Орлита
- Джексом и Рут
- Ф’нор и Кант
- Ф’лессан и Голант

## Влияние образа
Влияние образа драконов Перна видно в произведениях Кристофера Паолини (тетралогия «Наследие»), где драконы также являются телепатическими симбионтами с людьми, избирают единственного всадника на всю жизнь и в случае его смерти осуществляют самоубийство.
Образ драконов Перна также прослеживается в фильме «Аватар», где на колонизованной землянами планете Пандора местная гуманоидная раса На'Ви и выведенные на её основе аватары землян с помощью нейронных кос также приручают летающих ящеров, которые избирают единственного всадника на всю жизнь и устанавливают с ним мысленную симбиотическую связь.